# Mapei Football Center

Il Mapei Football Center è un centro sportivo di Sassuolo (MO), di proprietà della società calcistica italiana Unione Sportiva Sassuolo Calcio.
La struttura ospita, dal 2019, gli allenamenti della prima squadra maschile e della prima squadra femminile, gran parte delle attività del settore giovanile maschile, oltre ad essere la sede del club.
Il centro sportivo si trova in via Giorgio Squinzi 1, nella zona industriale di Sassuolo.

## Struttura

### Area sportiva
L'area sportiva del Mapei Football Center comprende:
- quattro campi da calcio regolamentari. Tra questi:
  - tre campi con manto in erba naturale;
  - un campo con manto in erba sintetica e tribuna coperta con capienza di 170 posti a sedere;
- due campi da calcio di dimensioni ridotte, dei quali:
  - un campo con manto in erba naturale;
  - un campo con manto in erba sintetica;

### Area direzionale
L'area direzionale del Mapei Football Center comprende:
- Un edificio principale, all'interno del quale sono collocati:[1]
  - Al piano terra: ingresso, una sala stampa con 80 posti a sedere, gli spazi per la prima squadra;
  - Al piano primo: spazi e uffici del settore giovanile;
  - Al piano secondo: gli uffici del club;
  - Al piano seminterrato: gli spogliatoi per gli ospiti, lo spazio di riabilitazione, i locali tecnici e il deposito;
  - Due edifici minori di servizio.[1]

### Parcheggi
Il Mapei Football Center è provvisto di un parcheggio interno per 45 posti auto.

## Utilizzo
Nel Mapei Football Center ha sede l'Unione Sportiva Sassuolo Calcio.
La struttura ospita gli allenamenti della prima squadra maschile, della prima squadra femminile e del settore giovanile del Sassuolo.
Nel centro sportivo disputano anche gli incontri casalinghi ufficiali le formazioni giovanili maschili del club neroverde. Tutte le formazioni della squadra femminile giocano allo Stadio Enzo Ricci di Sassuolo.